# Соната для фортепиано № 9 (Бетховен)
Соната для фортепиано № 9 ми мажор, опус 14 № 1, была написана Бетховеном в 1795—1799 годах и посвящена баронессе Йозефе фон Браун, супруге директора Венского придворного театра. Именно барон в последствии был инициатором исполнения первой симфонии композитора. Несмотря на то, что обе сонаты входящие в четырнадцатый опус, были опубликованы в 1799 году, в год выхода патетической сонаты, первые эскизы девятой сонаты относятся к 1795 году, поэтому, имеет смысл, исследовать сонату во взаимосвязи с более ранними сонатами Бетховена. Считается, что эта соната не имеет большой значимости в творчестве композитора, однако у неё есть свои достоинства и определённая ценность.

## Структура
Соната для фортепиано № 9 Бетховена состоит из трёх частей: 1) Allegro, 2) Allegretto, 3) Rondo, Allegro commodo.
Первая часть сонаты Allegro, E-dur, протекает в сдержанном и плавном характере, в экспозиции проявляются оттенки с различной эмоциональной окраской; в разработке контрастно развивается лирическая тема; в репризе повторяется тема экспозиции. В сонате отсутствует медленная часть Adagio.
Вторая часть сонаты Allegretto, e-moll, составляет некоторый контраст первой части произведения, А. Рубинштейн называет эту часть сонаты «мрачной».
Третью часть сонаты Rondo, Allegro commodo, E-dur, многие критики находят не характерной для Бетховена. Вероятно, на глубину и разнообразие финала повлияло желание композитора к завершённости и целостности сонаты. Финал в целом созвучен с первой частью сонаты, но все темы первой части в финале даны более поверхностно и легко.
В целом, финал придаёт сонате завершённость целостного произведения с ясной лаконичной структурой, которое, несмотря на относительную бедность созданных образов, являет собой плодотворную творческую работу композитора.